# The Documentary
The Documentary — дебютный студийный альбом американского рэпера The Game, вышедший 18 января 2005 года на лейблах Aftermath Entertainment и G-Unit Records. Дистрибьютором альбома выступил Interscope Records.
Альбом дебютировал на первом месте в Billboard 200, продав 586 000 копий за первую неделю и получил двойную платиновую сертификацию от Американской ассоциации звукозаписывающих компаний в марте 2005 года; всего в мире было продано свыше 5 миллионов копий альбома. Пластинка получила в целом хорошие оценки от музыкальных критиков, которые в особенности отмечали хорошее продюсирование.
Исполнительные продюсеры альбома — Dr. Dre и 50 Cent.

## Об альбоме
Изначально альбом планировалось назвать «Nigga With Attitude», но не получилось сойтись в цене со вдовой Eazy-E, которой принадлежал бренд «N.W.A.».

## Список композиций
| №   | Название                                            | Продюсер(ы)              | Длительность |
| --- | --------------------------------------------------- | ------------------------ | ------------ |
| 1.  | «Intro»                                             | Dr. Dre и Che Vicious    | 0:32         |
| 2.  | «Westside Story» (при участии 50 Cent)              | Dr. Dre и Scott Storch   | 3:43         |
| 3.  | «Dreams»                                            | Kanye West               | 4:46         |
| 4.  | «Hate It or Love It» (при участии 50 Cent)          | Cool & Dre               | 3:26         |
| 5.  | «Higher»                                            | Dr. Dre и Mark Batson    | 4:05         |
| 6.  | «How We Do» (при участии 50 Cent)                   | Dr. Dre и Mike Elizondo  | 3:55         |
| 7.  | «Don't Need Your Love» (при участии Faith Evans)    | Havoc и Dr. Dre          | 4:26         |
| 8.  | «Church for Thugs»                                  | Just Blaze               | 4:00         |
| 9.  | «Put You on the Game»                               | Timbaland и Danja        | 4:14         |
| 10. | «Start from Scratch» (при участии Marsha Ambrosius) | Dr. Dre и Scott Storch   | 4:07         |
| 11. | «The Documentary»                                   | Jeff Bhasker и Jeff Reed | 4:11         |
| 12. | «Runnin'» (при участии Tony Yayo & Dion)            | Hi-Tek                   | 4:26         |
| 13. | «No More Fun and Games»                             | Just Blaze               | 2:37         |
| 14. | «We Ain't» (при участии Eminem)                     | Eminem и Luis Resto      | 4:46         |
| 15. | «Where I'm From» (при участии Nate Dogg)            | Focus...                 | 3:08         |
| 16. | «Special» (при участии Nate Dogg)                   | Needlz                   | 3:57         |
| 17. | «Don't Worry» (при участии Mary J. Blige)           | Dr. Dre и Mike Elizondo  | 4:11         |
| 18. | «Like Father, Like Son» (при участии Busta Rhymes)  | Buckwild                 | 5:27         |